# Dynamics Explorer
Dynamics Explorer est une mission de la NASA comprenant deux satellites scientifiques DE 1 et DE 2 (également appelés DE-A et DE-B ou Explorer 62 et Explorer 63) chargés d'étudier le couplage entre les plasmas chauds et ténus de la magnétosphère avec les plasmas plus froids et plus denses ainsi que les gaz circulant dans l'ionosphère, les couches de l'atmosphère et la plasmasphère. La mission lancée en août 1981 fait partie du programme scientifique Explorer. Les deux satellites circulaient sur des orbites coplanaires basse et haute permettant des mesures simultanée des mêmes régions à basse et haute altitude. La mission s'est achevée en 1990.

## Caractéristiques techniques

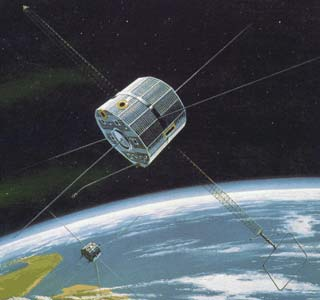
Satellite Dynamics Explorer 1 et Dynamics Explorer 2 dans l'espace.

Les deux satellites ont la forme d'un cylindre de 115 cm de haut pour 137 cm de diamètre. Des antennes de grande dimension s'étendent sur 200 mètres d'une extrémité à l'autre (axe X-Y) et 9 mètres de part et d'autre dans l'axe Z. Deux bômes de 6 mètres de long supportent des instruments de mesure à distance. Les cellules solaires qui fournissent l'énergie (86 watts) sont réparties à la surface du satellite. L'énergie est stockée dans deux batteries de 6 Ah. Le satellite est spinné à environ 10 tours par minute. L'axe de rotation est perpendiculaire au plan orbital. Les données scientifiques peuvent être transmises au sol en temps réel ou stockées sur un enregistreur à bande magnétique. La transmission vers le sol se fait avec un débit de 16 kilobits par seconde

## Instrumentation scientifique
DE 1 embarque 8 instruments scientifiques :
- Spectromètre destiné à mesurer la composition des ions énergétique EICS (Energetic Ion Composition Spectrometer) ;
- Instrument de mesure du plasma situé en haute altitude HAPI (High Altitude Plasma Instrument) ;
- Magnétomètre MAG-A (Magnetic Field Observations Triaxial Fluxgate Magnetometer) ;
- Instrument de mesure des ondes de plasma PWI (Plasma Waves Instrument) ;
- Spectromètre de masse de mesure des ions RIMS (Retarding Ion Mass Spectrometer).
- Imageur SAI (Spin Scan Auroral Imager)

DE 2 embarque 13 instruments scientifiques :
- Interféromètre Fabry-Perot FPI (Fabry-Perot Interferometer) ;
- Instrument de mesure des déplacements d'ions IDM (Ion Drift Meter) ;
- Sonde de Langmuir LANG (Langmuir Probe) ;
- Instrument de mesure du plasma à basse altitude LAPI (Low Altitude Plasma Instrument) ;
- Magnétomètre MAG-B (Magnetic Field Observations Triaxial Fluxgate Magnetometer) ;
- Spectromètre destiné à mesurer la composition de l'atmosphère neutre NACS (Neutral Atmosphere Composition Spectrometer) ;
- Analyseur du potentiel de retardement RPA (Retarding Potential Analyzer) ;
- Instrument du vecteur du champ électrique VEFI (Vector Electric Field Instrument) ;
- Spectromètre vent et température WATS (Wind and Temperature Spectrometer) ;

## Déroulement de la mission
Les satellites DE 1 et DE 2 sont lancés ensemble le 3 août 1981 par une fusée Thor-Delta 3913 depuis la base de lancement de Vandenberg et placés respectivement sur une orbite polaire basse (DE 2) et haute (DE 1) pour pouvoir effectuer des mesures simultanée des mêmes régions à basse et haute altitude. DE 2 a été détruit en effectuant sa rentrée atmosphérique le 19 février 1983. Pour DE 2 les opérations scientifiques se sont achevées le 22 octobre 1990.